# Geirmund Brendesæter
Geirmund Brendesæter, né le 22 mars 1970 à Stord (Norvège), est un footballeur norvégien, qui évoluait au poste d'arrière droit au SK Brann et en équipe de Norvège.
Brendesæter n'a marqué aucun but lors de ses six sélections avec l'équipe de Norvège entre 1993 et 1995.

## Carrière
- 1991-1996 : SK Brann
- 1997 : Arminia Bielefeld
- 1997-2003 : SK Brann

## Palmarès

### En équipe nationale
- 6 sélections et 0 but avec l'équipe de Norvège entre 1993 et 1995.

### Avec le SK Brann
- Vice-Champion du Championnat de Norvège de football en 1997 et 2000.
- Finaliste de la Coupe de Norvège de football en 1995 et 1999.